# カラーズ (ビトウィーン・ザ・ベリード・アンド・ミーのアルバム)
| 専門評論家によるレビュー | 専門評論家によるレビュー |
| レビュー・スコア         | レビュー・スコア         |
| 出典                     | 評価                     |
| ------------------------ | ------------------------ |
| About.com                | [ 1 ]                    |
| AbsolutePunk             | (88%)                    |
| Mind Equals Blown        | [ 3 ]                    |
| Blogcritics              | 高評価                   |
| Metal Storm              | 高評価                   |
| PopMatters               | [ 6 ]                    |
| Punknews.org             | [ 7 ]                    |
| Rockfreaks.net           | [ 8 ]                    |
| Sputnikmusic             | [ 9 ]                    |
| Ultimate Guitar Archive  | (9.6/10)                 |

カラーズ (Colors)はアメリカのプログレッシブ・メタルバンド、ビトウィーン・ザ・ベリード・アンド・ミー(以下「BTBAM」)の5枚目のスタジオアルバム。2007年9月18日にビクトリー・レコードよりリリース。本作品ではエクストリーム・メタルの範囲に限らず、ジャズ、アコースティックポップ、アリーナ・ロック、ブルーグラスなど、さまざまな異なる音楽の要素を引用している。彼ら自身は本作品の音楽性について「アダルト・コンテンポラリー・プログレッシブ・デス・メタル」と形容している。

## 概要
録音は2007年5月にジェイミー・キングと共に地下のスタジオで行われた。本作は同バンドの作品でも評価が高く、初週で1万2600枚を売り上げ、Billboard 200で57位を記録するなど商業的にも成功を収めた。バンドが同チャートで100位以内を獲得したのは本作が初めてである。元ドリーム・シアター(BTBAMの結成に大きく影響を与えたバンドでもある)のマイク・ポートノイは「Colors」をその年のフェイバリットに挙げている。PopMattersは「真に素晴らしい、この実験的でありながら絶対的価値を誇るアルバムが、新世代のバンドの可能性を提示してくれた。このままいけば、彼らは現代メタル界の英傑と成り得るだろう。」と評した。Ultimate-Guitar.comもまた「今年の最優秀アルバム」のメタル部門にこのアルバムを挙げている。
2008年10月14日には本作のライブDVD「Colors Live」もリリースされた。

## トラックリスト
| 全作詞: Tommy Rogers、全作曲: Between the Buried and Me。 |                                 |              |                           |       |
| #                                                         | タイトル                        | 作詞         | 作曲・編曲                | 時間  |
| 1.                                                        | 「Foam Born (A) The Backtrack」 | Tommy Rogers | Between the Buried and Me | 2:13  |
| 2.                                                        | 「(B) The Decade of Statues」   | Tommy Rogers | Between the Buried and Me | 5:20  |
| 3.                                                        | 「Informal Gluttony」           | Tommy Rogers | Between the Buried and Me | 6:47  |
| 4.                                                        | 「Sun of Nothing」              | Tommy Rogers | Between the Buried and Me | 10:59 |
| 5.                                                        | 「Ants of the Sky」             | Tommy Rogers | Between the Buried and Me | 13:10 |
| 6.                                                        | 「Prequel to the Sequel」       | Tommy Rogers | Between the Buried and Me | 8:36  |
| 7.                                                        | 「Viridian」                    | Tommy Rogers | Between the Buried and Me | 2:51  |
| 8.                                                        | 「White Walls」                 | Tommy Rogers | Between the Buried and Me | 14:13 |
| 合計時間:                                                 | 合計時間:                       | 64:09        |                           |       |

## クレジット
| Between the Buried and Me - Tommy Giles Rogers – ボーカル, キーボード - Paul Waggoner – ギター - Dan Briggs – ベース - Dustie Waring – ギター - Blake Richardson – ドラム, パーカッション | ゲストミュージシャン - Adam Fisher (Fear Before) - ゲストボーカル(#6) プロデュース - Jamie King, Between the Buried and Me |